# Бегела
Бегела — в мифологии колхов и иверийцев — один из дэвов, верховный дэв. 
У горцев Восточной Грузии Бегела считался царем дэвов. Согласно мифам, распространенным в Пшави и Хевсурети Бегела, наряду с дэвом Музу, был одним из сильнейших богатырей — дэви при дворе царя дэвов, но был убит рукой бога-героя (по одним сведениям Иахсари, по другим — Копала). В некоторых преданиях Бегела предстает в виде женщины — дэва, которая является в обличии коварной красавицы с длинными волосами, семью волнами, ниспадавшими на землю.